# جین کلپ
جین کلپ (انگلیسی: Gene Clapp؛ زادهٔ november ۱۹, ۱۹۴۹ (۷۵ سال)) ورزشکار روئینگ اهل ایالات متحده آمریکا است.
وی در مسابقات کشوری و بین‌المللی در مجموع برندهٔ ۱ مدال نقره شده‌است.